# کبک (پرنده)

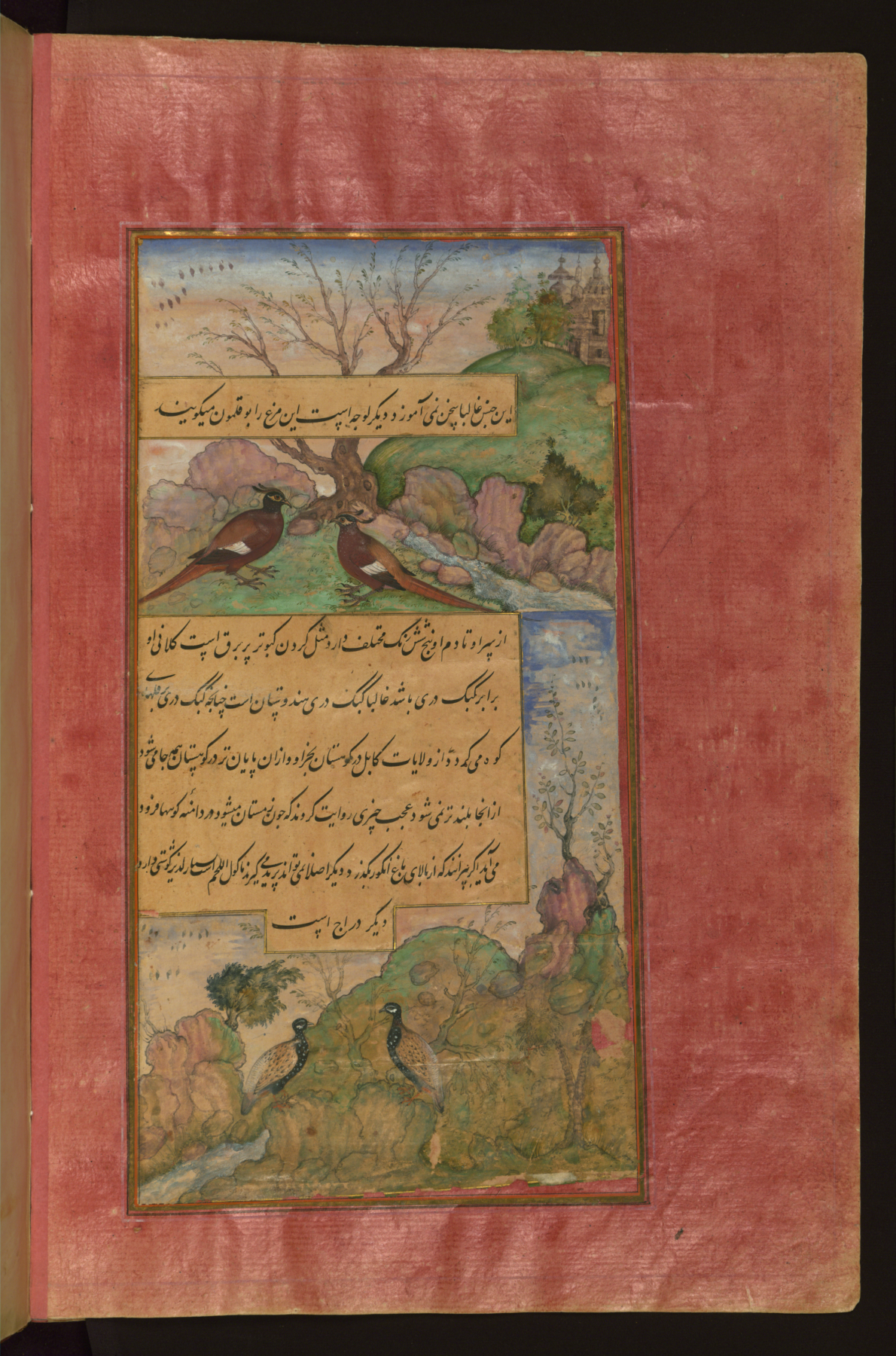
دراج و قرقاول

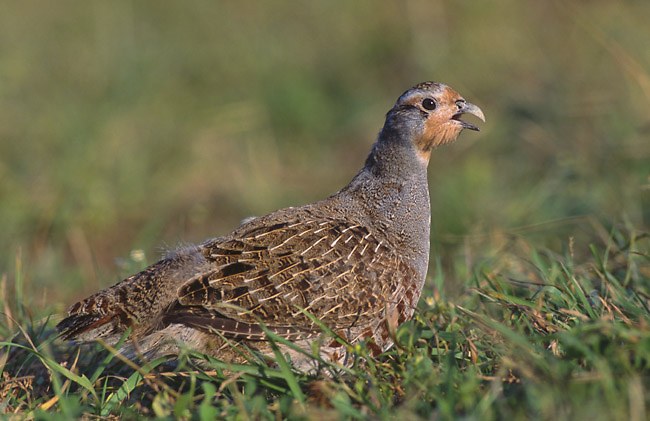
کبک خاکستری (Perdix perdix)

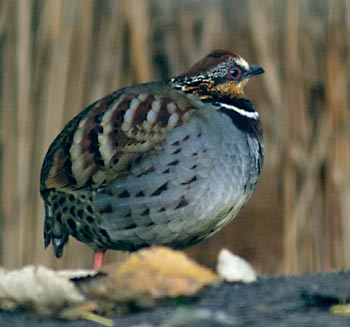
کبک گردن‌بندسفید (Arborophila gingica)

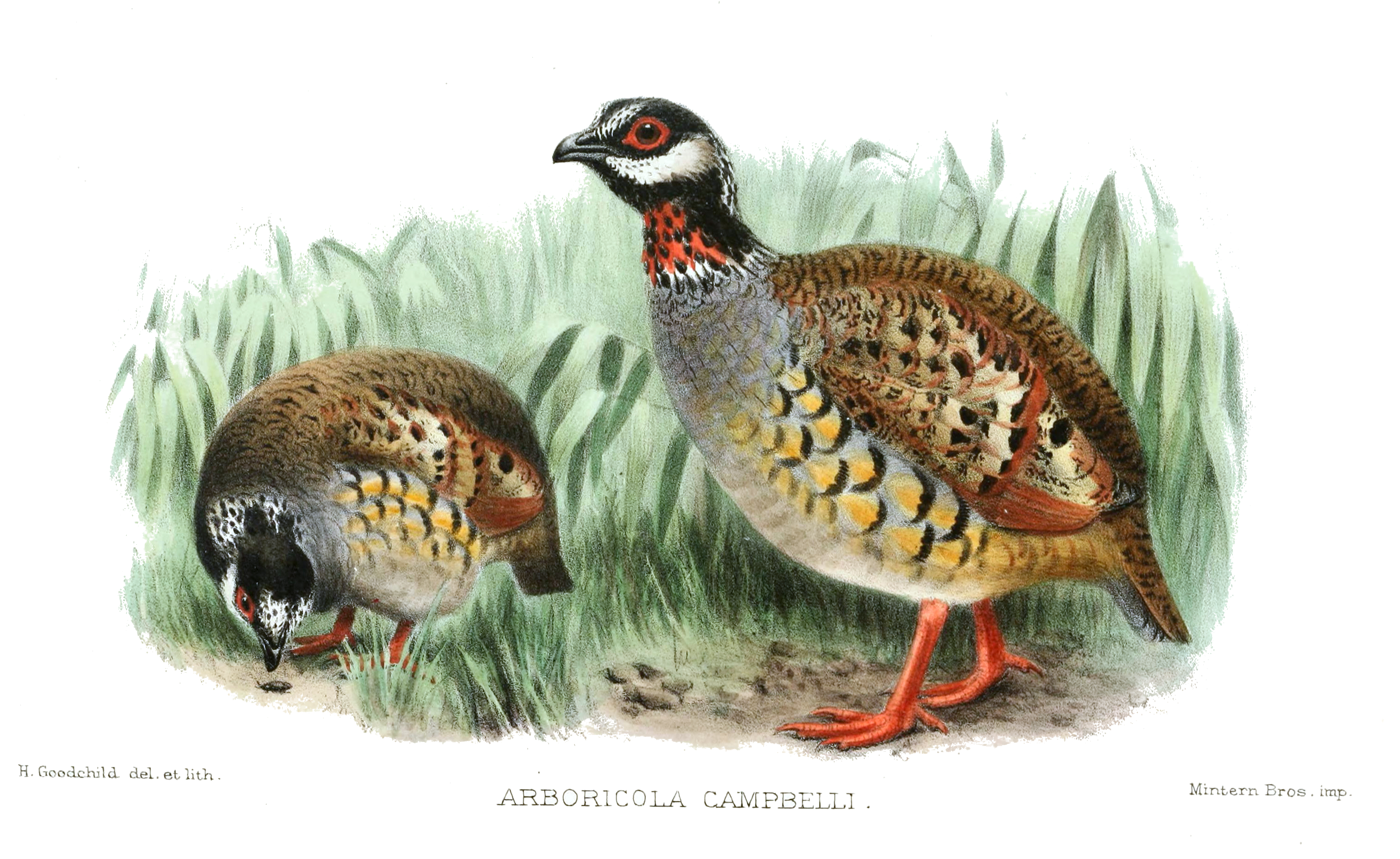
کبک مالزی Arborophila campbelli

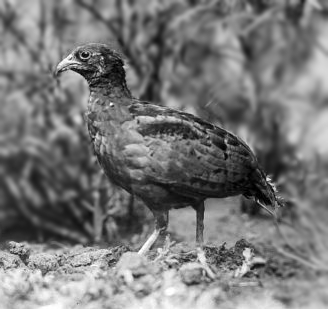
کبک نوک‌دراز (Rhizothera longirostris)

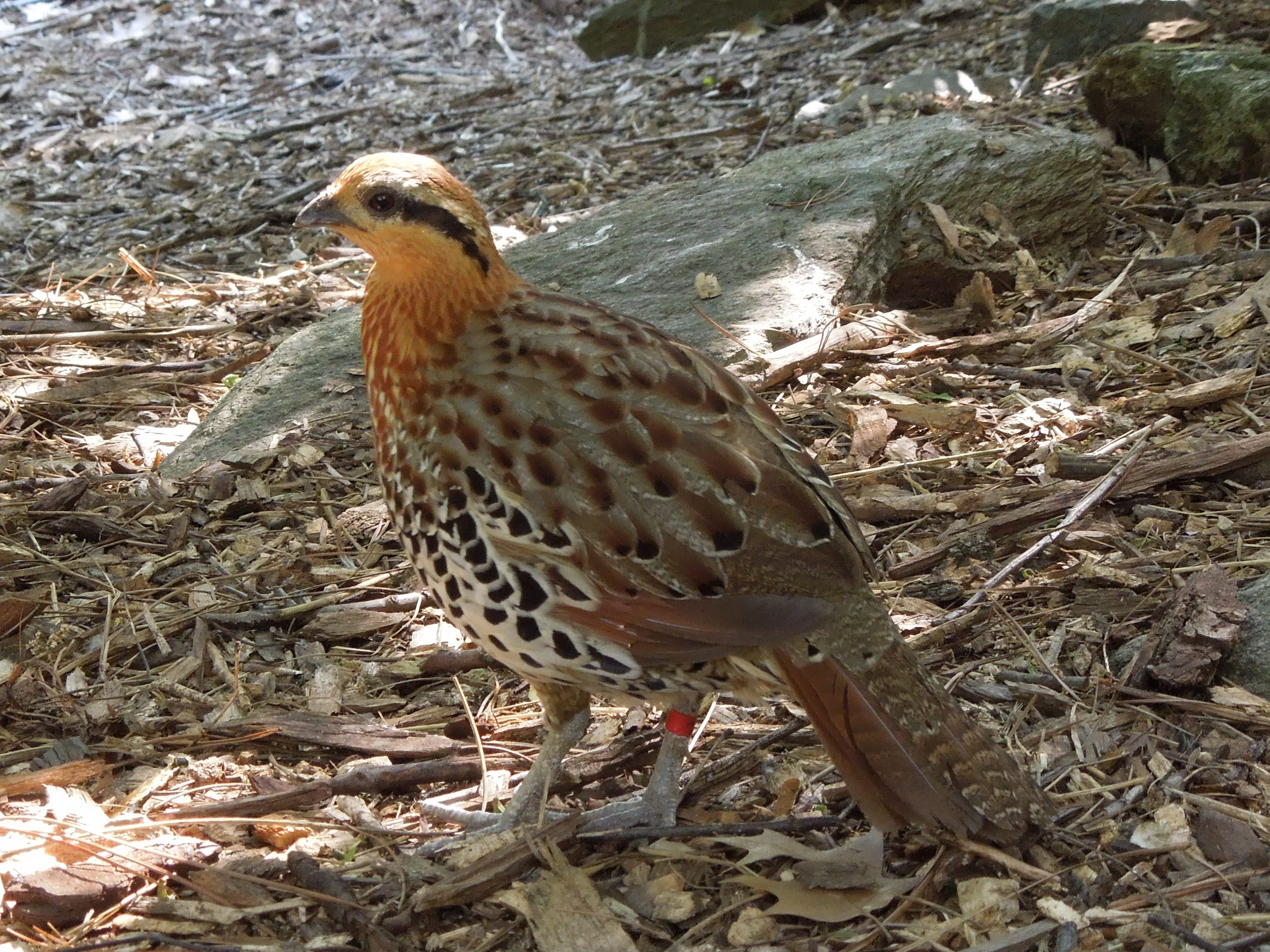
کبک خیزرانی کوهی، Bambusicola fytchii

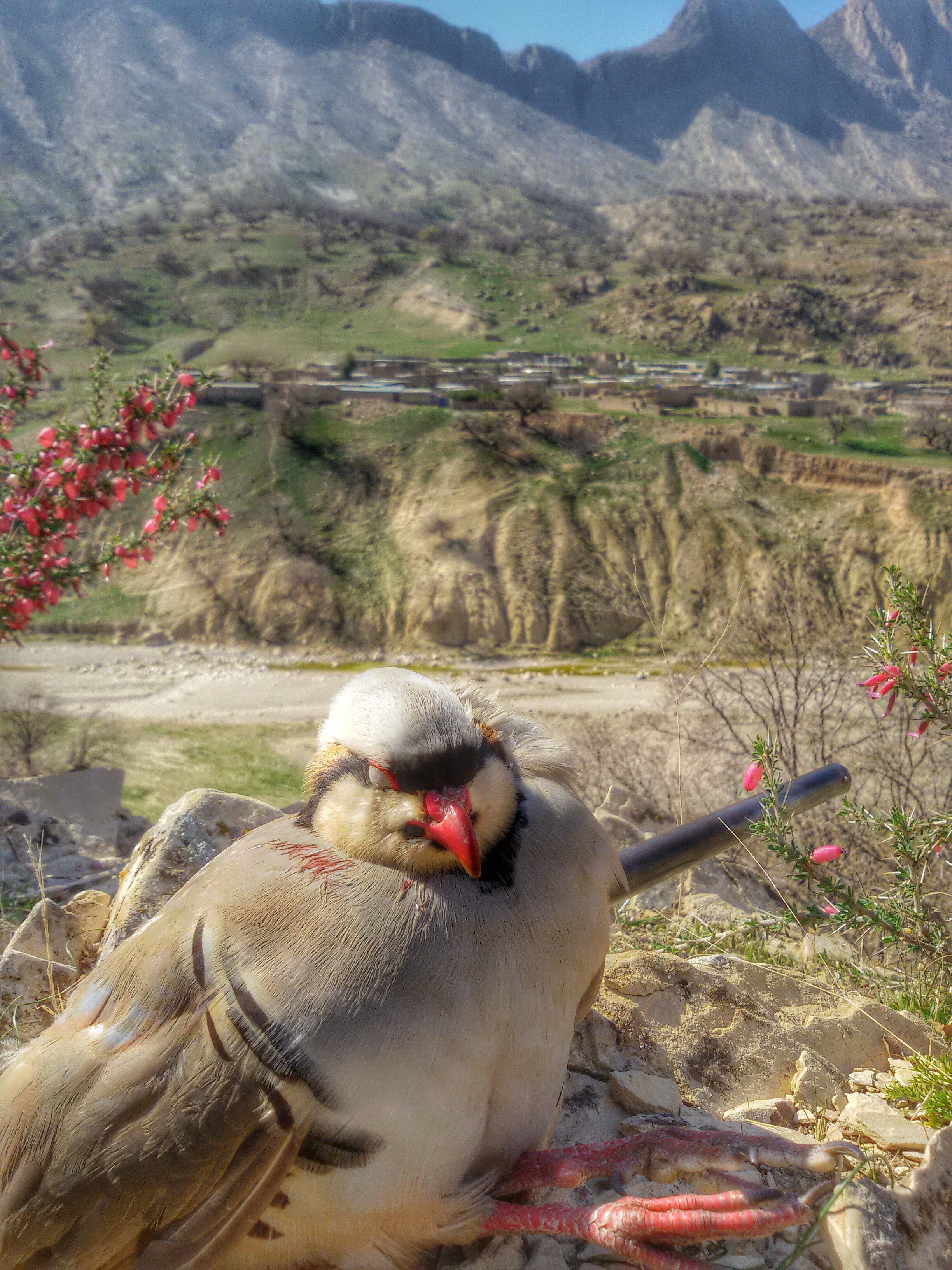
کبک چوکار شکار شده در اطراف روستای شادگان

کبک‌ها (نام علمی: Perdicinae) پرندگانی از تیره قرقاولان هستند. کبک‌ها اغلب پرندگان کوچنده در بر قدیم با جثه‌ای متوسط هستند.
کبک‌ها بومی اروپا، آسیا، آفریقا و خاورمیانه هستند.

## فهرست سرده‌ها و گونه‌ها
- سرده کبک خرسی برفی
  - کبک برفی، Lerwa lerwa
- سرده کبک‌های کاکل‌پری
  - کبک کاکل‌پری ورو، Tetraophasis obscurus
  - کبک کاکل‌پری شچنی، Tetraophasis szechenyii
- سرده کبک‌های صخره
  - کبک عربی، Alectoris melanocephala
  - کبک طوق‌حنایی، Alectoris magna
  - کبک صخره، Alectoris graeca
  - کبک معمولی، Alectoris chukar
  - کبک فیلبی، Alectoris philbyi
  - کبک بربری، Alectoris barbara
  - کبک پاسرخ، Alectoris rufa
- سرده تیهو
  - تیهو، Ammoperdix griseogularis
  - کبک شنزار، Ammoperdix heyi
- سرده کبک‌های شکم‌نعلی
  - کبک خاکستری، Perdix perdix
  - کبک دوری، Perdix dauurica
  - کبک تبتی، Perdix hodgsoniae
- سرده کبک‌های ریشه‌خوار
  - کبک نوک‌دراز، Rhizothera longirostris
  - کبک هوز، Rhizothera dulitensis
- سرده کبک ماداگاسکار
  - کبک ماداگاسکار، Margaroperdix madagascarensis
- سرده کبک سیاه
  - کبک سیاه، Melanoperdix nigra
- سرده کبک جنگلی
  - تیهو جنگلی روبهو, Xenoperdix obscuratus
  - کبک اودزونگوا، Xenoperdix udzungwensis
- سرده کبک‌های تپه
  - کبک تپه، Arborophila torqueola
  - کبک سیچوان، Arborophila rufipectus
  - کبک سینه‌بلوطی، Arborophila mandellii
  - کبک گردن‌بندسفید، Arborophila gingica
  - کبک گلوحنایی، Arborophila rufogularis
  - کبک گونه‌سفید، Arborophila atrogularis
  - کبک تایوان، Arborophila crudigularis
  - کبک هاینان، Arborophila ardens
  - کبک شکم‌بلوطی، Arborophila javanica
  - کبک سینه‌خاکستری، Arborophila orientalis
  - کبک پشت‌نواری، Arborophila brunneopectus
  - کبک گردن‌نارنجی، Arborophila davidi
  - کبک سیامی، Arborophila cambodiana
  - کبک سینه‌سرخ، Arborophila hyperythra
  - کبک نوک‌سرخ، Arborophila rubrirostris
  - کبک پاسبز، Arborophila chloropus
  - کبک گردن‌بندبلوطی، Arborophila charltonii
  - کبک سوماترا، Arborophila sumatrana
  - کبک ویتنام، Arborophila merlini
  - کبک مالزی، Arborophila campbelli
- سرده  کبک‌های آهنی‌رنگ 
  - کبک آهنی‌رنگ، Caloperdix oculea
- سرده  کبک‌های کله‌سرخ 
  - کبک کله‌سرخ، Haematortyx sanguiniceps
- سرده  کبک‌های کاکلی 
  - کبک کاکلی، Rollulus roulroul
- سرده کبک خیزرانی
  - کبک خیزرانی کوهی، Bambusicola fytchii
  - کبک خیزرانی چینی، Bambusicola thoracica

## نگارخانه

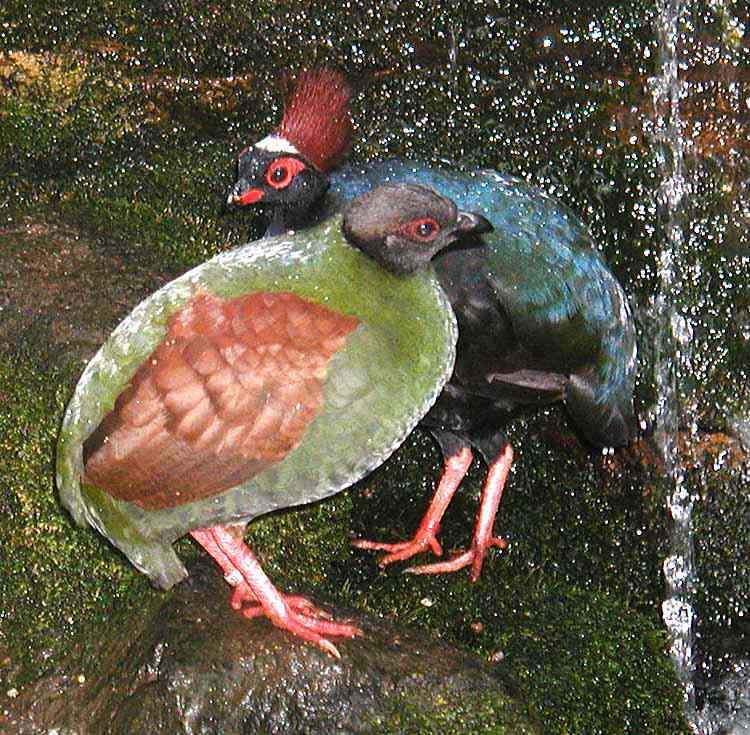
کبک جنگلی کاکلی
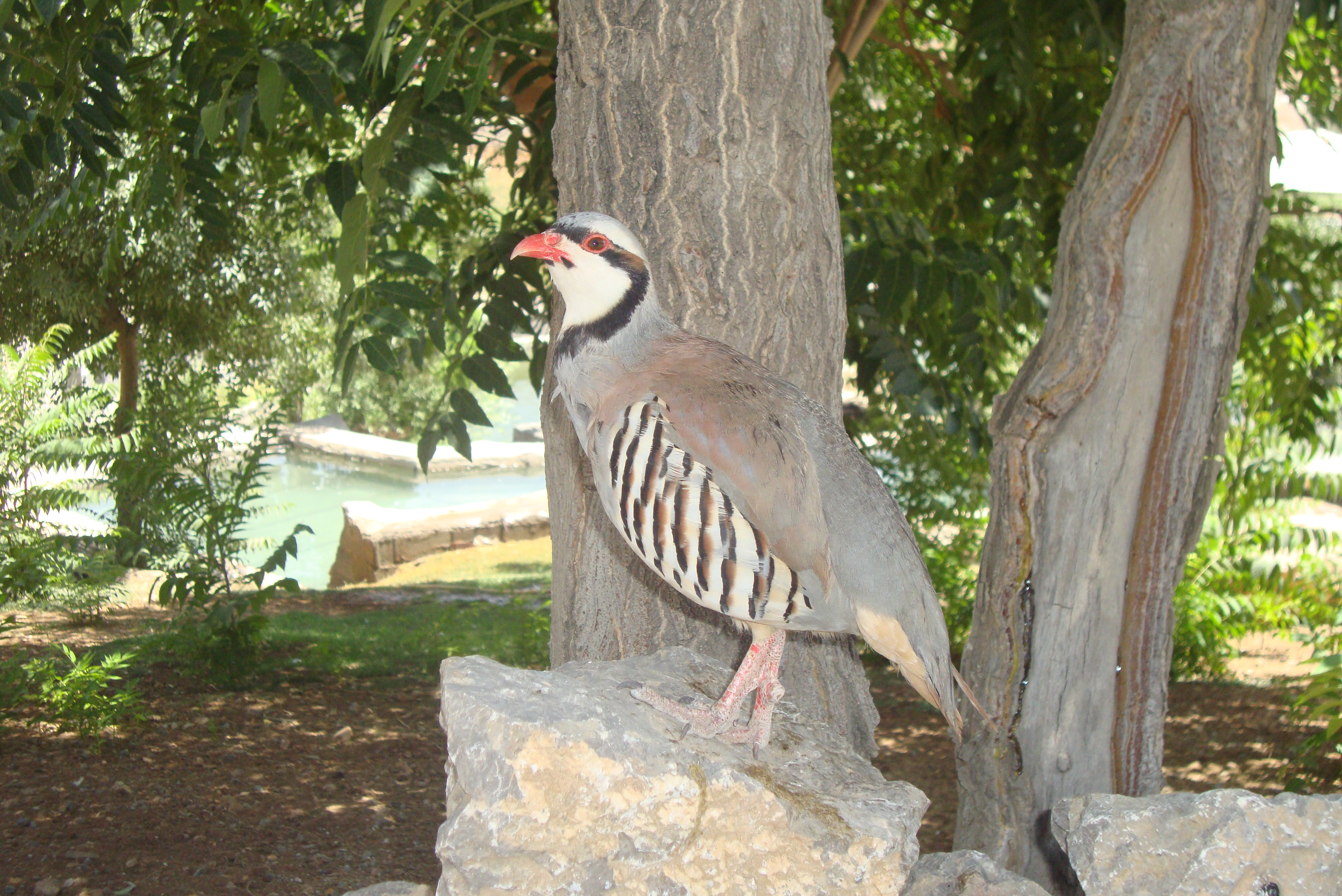
کبک معمولی
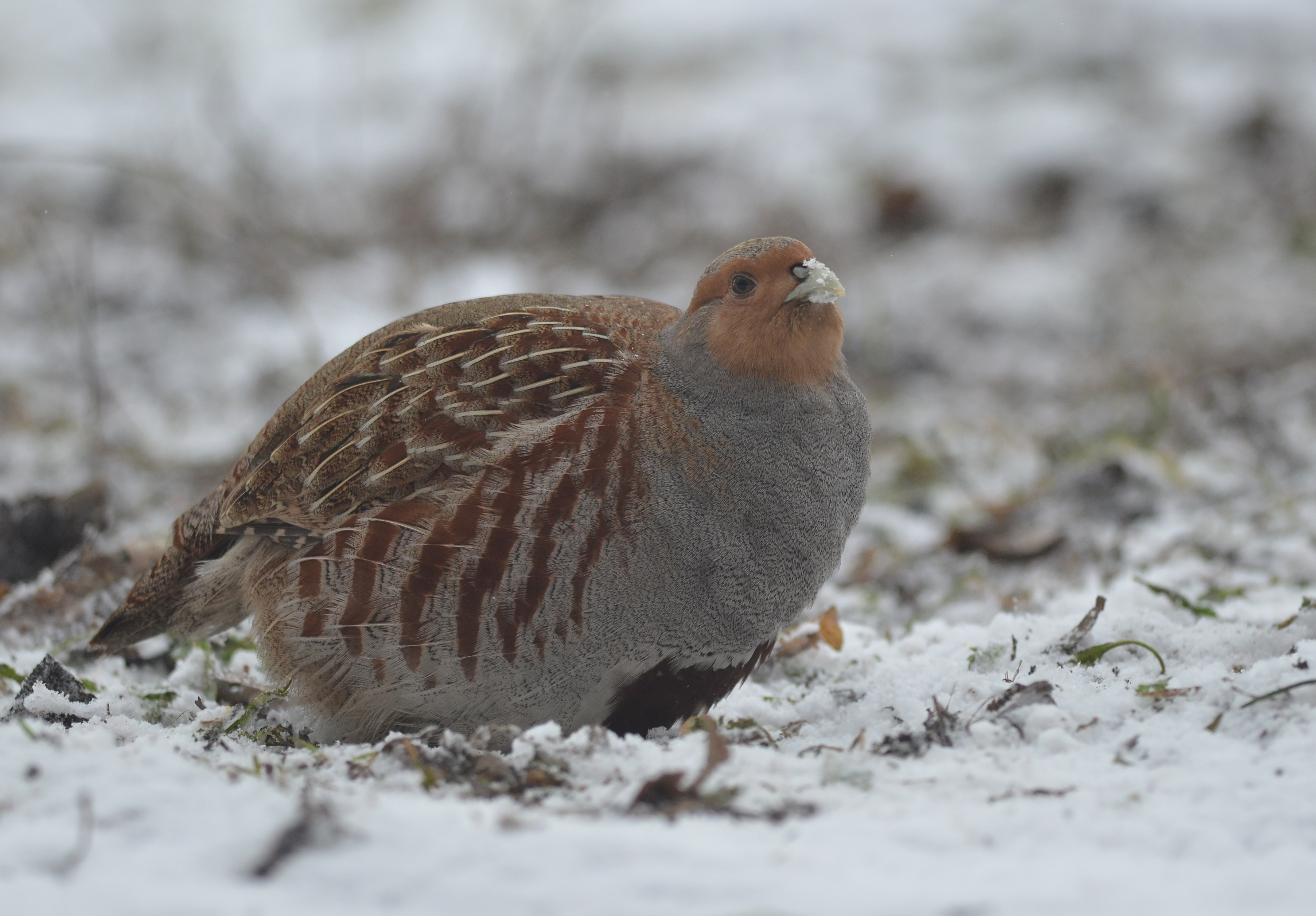

## شکار کبک
شکارچیان سعی می‌کنند کبک‌های ماده را نکشند، زیرا این پرندگان تخم می‌گذارند. برای تشخیص کبک نر، شکارچیان به قرمزی دو طرف منقار آن توجه می‌کنند.
در پایان ماه مارس و اوایل آوریل، زمانی که کبک ماده تخم‌گذاری می‌کند، شکارچیان اجازه دارند کبک‌های نر را شکار کنند. این به این دلیل است که کبک نر گاهی کبک ماده را اذیت می‌کند و مانع تخم‌گذاری او می‌شود.
شکارچیان می‌توانند کبک نر را از کبک ماده تشخیص دهند؛ ابتدا کبک ماده از زمین بلند می‌شود و تقریباً ۳۰ ثانیه بعد کبک نر از جا بلند می‌شود. شکارچیان معمولاً کبک اولی را هدف قرار نمی‌دهند، زیرا ماده است، بلکه کبک دومی که بلند می‌شود و نر است را شکار می‌کنند.